# شنای پهلو
در شنای پهلو همان طوری‌که از نامش پیداست شناگر در حالی که به پهلو بر روی آب شناور است شنا می‌نماید در این شنا خستگی کمی به شناگر دست می‌دهد و به همین علت است که ناجیان غریق برای حمل غریق‌هایی که مسافت آن‌ها با خشکی زیاد است از این نوع شنا استفاده می‌نمایند و این شنا همیشه جزء مورد امتحان ناجیان غریق می‌باشد حدود ۸۰ سال قبل این شنا دارای مسابقاتی بود ولی از آن به بعد از مسابقات رسمی حذف گردید این شنا یکی از آسانترین شناها بوده و شناگران به راحتی می‌توانند بدین طریق شنا نمایند.

## تاریخچه
شنای پهلو در قرن ۱۹ از تکنیک‌های شنای قورباغه استخراج شد زیرا شناگران می‌خواستند تندتر شنا کنند.

## فنون و مهارت‌ها

### موقعیت بدن
بدن به حالت پهلو خوابیده و بر روی آب شناور می‌باشد سر طوری از پهلو در آب خوابیده‌است که دهان را خارج از آب نگه می‌دارد و در تمام مدت شنا دهان از آب خارج خواهد بود و به مانند دیگر شناها بدن باید حالت افقی خود را بر روی آب حفظ نماید.

### حرکت پاها
پاها در این شنا به حالت قیچی ضربه می‌زند در ابتدا یکی از پاها به عقب رفته در حالی که پای دیگر به جلو برده می‌شود و در عین حال بدن از پهلو بر روی آب دراز کش می‌باشد. سپس پاها با یکدیگر نزدیک شوند قبل از توضیح مرحله به مرحله حرکت پاها و دست‌ها بایستی اشاره کنیم که قبل از این که این شنا را در آب انجام دهید بهتر است در خشکی اقدام به تمرین نمائید. سپس در آب با استفاده از گرفتن لبه استخر حرکت پا را تمرین کرده و بالاخره شنای کامل را در آب انجام دهید.

### مراحل
1. به پهلو به حالت کاملاً کشیده دراز می‌کشیم دستی که زیر بدن است نیز کاملاً کشیده و در زیر سر طوری قرار دارد که کف آن به طرف زمین است.
2. پاشنه‌ها را به طرف باسن جمع می‌کنیم و دستی که کنار بدن بود را به طرف سینه بالا می‌بریم و دست بالای سر را به طرف سینه جمع می‌نمائیم.
3. در حالی که هنوز دستی که به موازات بدن بود در حال بالا آمدن بدن است پاها از یکدیگر جدا می‌شوند و دستی که کشیده بود و در بالای سر قرارداشت به پایین آمده و از دست دیگر عبور می‌کند.
4. پاها به صورت قیچی به طرف هم جمع می‌شوند. دست بالاتر شروع به کشش آب به طرف پایین و به موازات بدن می‌نماید و دست پایینی به صورت کشیده به طرف بالا حرکت می‌نماید.
5. شناگر برای مدت کوتاهی بایستی به همین وضع سر بخورد حرکت پا در این شنا همان طور که اشاره شد حرکت قیچی نامیده می‌شود.

### تمرین‌های آموزش شنای پهلو
1. به پهلو به حالت کاملاً کشیده دراز می‌کشیم برای تعادل بهتر یک دست تا ۳۰ سانتی متر از سطح آب فاصله داشته باشد و با دست دیگر لبه استخر را بگیرید.
2. سپس در آب با استفاده از گرفتن لبه استخر حرکت پا را تمرین کرده و بالاخره شنای کامل را در آب انجام دهید.